# Coryphosima
Coryphosima is een geslacht van rechtvleugeligen uit de familie veldsprinkhanen (Acrididae). De wetenschappelijke naam van dit geslacht is voor het eerst geldig gepubliceerd in 1893 door Karsch.

## Soorten
Het geslacht Coryphosima omvat de volgende soorten:
- Coryphosima abyssinica Uvarov, 1934
- Coryphosima bintumana Roy, 1964
- Coryphosima brevicornis Karsch, 1893
- Coryphosima centralis Rehn, 1914
- Coryphosima cytidonota Jago, 1970
- Coryphosima elgonensis Uvarov, 1930
- Coryphosima maliensis Descamps, 1965
- Coryphosima nimbana Chopard, 1958
- Coryphosima stenoptera Schaum, 1853
- Coryphosima vumbaensis Miller, 1949